# Greyson Chance
Pour les articles homonymes, voir Chance (homonymie).
Greyson Chance, né Greyson Michael Chance le 16 août 1997 à Wichita Falls, est un auteur-compositeur-interprète, chanteur et musicien américain. Il s'est fait connaître grâce au succès sur YouTube  de son interprétation de Paparazzi de Lady Gaga dans son école. Son premier album Hold On 'Til The Night, est sorti en 2011.

## Biographie
Greyson Michael Chance, né le 16 août 1997 à Wichita Falls au Texas, réside à Edmond dans l'Oklahoma et à Tulsa, où il étudie à l'Université. Fils de Michael et Lisa Chance, il est le benjamin de sa famille, a une sœur Alexa et un frère Tanner qui jouent tous les deux beaucoup de musique. Greyson a lui aussi suivi des cours de piano, à l'âge de 8 ans jusqu'à son onzième anniversaire, mais n'a aucune formation vocale. Greyson Chance est très influencé par des groupes tel qu'Augustana, la chanteuse Christina Aguilera, John Legend, Elton John, John Lennon ou par la chanteuse américaine Lady Gaga. Après l'avoir vu interpréter Paparazzi aux MTV Video Music Awards 2009, il dira : « J'ai été impressionné par sa performance. J'adore son sens du drame et de la théâtralisation, et puis, c'est une extraordinaire chanteuse et pianiste ». Il est d'origine britanninque par son père et d'origine allemande, tchèque et polonaise par sa mère. Il parle couramment le français comme le témoigne ses essais publiés sur le net. C'est un passionné de politique. Il a obtenu un GPA de 3.9 en juin 2016.
Il a étudié deux ans à l'University Of Tulsa, majorant en Histoire  mais l'a quitté en 2018 pour revenir à la musique.

### Débuts (2010)

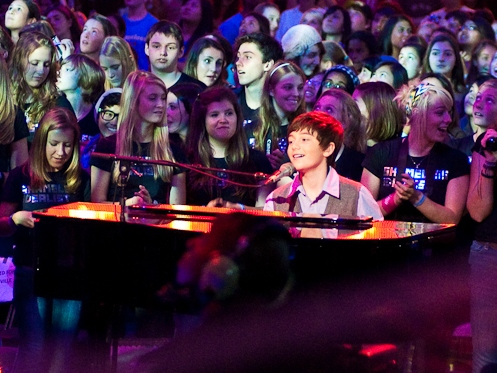
Greyson en 2010.

Le 28 avril 2010, le jeune chanteur et pianiste américain, publie sa reprise du titre Paparazzi, de Lady Gaga, mais, en deux semaines, la vidéo ne comptabilise que quelques vues.
Son frère, Tanner Chance, suggère à Ellen DeGeneres, animatrice d'un talk-show américain, de la visionner. La vidéo ne compte alors que 10 000 vues. Séduite par le talent du jeune homme, Ellen DeGeneres décide de créer son propre label musical Eleveneleven, en référence au maillot numéroté 11 que porte Greyson dans son équipe de football, et elle invite le jeune prodige à se produire dans son émission, The Ellen DeGeneres Show. Le 12 mai 2010, après avoir interprété Paparazzi, le jeune Greyson Chance reçoit un appel de la chanteuse Lady Gaga qui lui dit : « Suis ton rêve, travaille dur, reste éloigné des filles, et sois concentré ! ». Cette première apparition en public sera suivi d'une deuxième, le 26 mai 2010, où il interprète une de ses compositions Broken Hearts. Lors de ce show, il remporte la plus belle découverte du Web du Ellen DeGeneres Show, ce qui lui vaut un chèque de 10 000 $ et il annonce aussi qu'il a signé chez le nouveau label d'Ellen DeGeneres.

### Hold On 'Til The Night et Truth Be Told, Part 1(2011-2012)
Son premier single Waiting Outside the Lines est sorti le 26 octobre 2010. Son premier album s'intitulera Hold On ‘Til The Night, et est sorti le 2 août 2011. Le 11 mai, Interscope, la maison de disques de Greyson Chance, annonce que UnFriend You sera le deuxième single Son album a atterri à la 29e place des charts Américains, à la 47e place en France, et à la 67e place des charts canadiens lors de sa première semaine. Son premier album est certifié platine dans presque toute l'Asie et Or dans presque toute l'Europe et aux États-Unis.
Un EP Truth Be Told, Part 1, contenant son nouveau single Sunshine and City Lights est sorti en novembre 2012.

### Somewhere Over My Head(depuis 2013)
Il annonce sa rupture de contrat avec Interscope Records en janvier 2013. Un deuxième album intitulé Planet X, contenant une quinzaine de titres, devait voir le jour en 2015. Deux extraits ont été dévoilés. Le premier s’appelle Temptation et le deuxième Thrilla in Manila. Un titre, dédié à ses fans, Meridians a vu le jour en mars 2015.
Son deuxième EP "Somewhere Over My Head" est sorti le 13 mai 2016, atteignant la 60e place du Top aux États-Unis, 17e en Indonésie. 
Le premier single "Afterlife" est sorti le 29 octobre 2015. Le deuxième single "Hit&Run" est sorti le 5 février 2016. Le troisième single "Back on the wall" est sorti le 29 avril 2016.
Une collaboration avec Tydi "Oceans" est sortie en février 2016.
Une collaboration avec Frank Pole "Anything" sortira le 15 septembre 2016. Il est vrai que la voix du jeune chanteur s'adapte bien à ce style 

### Seasons(2017)
En mai 2017, il participe à la B.O du remake de Dirty Dancing, avec le titre "Hungry Eyes".
Le 30 juin 2017, Chance sort le titre "Seasons".
En juillet 2017, par une publication sur Instagram, le chanteur annonce publiquement son homosexualité.
Le 8 décembre 2017, Chance sort le titre "Low", et "Lighthouse" le 4 mai 2018, une collaboration avec le DJ et producteur Fabian Mazur.

### Portraits(depuis 2019)
Le titre Good As Gold sort le 8 juin 2018. En fin d'année 2018, Greyson annonce un nouvel album intitulé Portraits, il sort au printemps 2019. Le titre Shut Up sort le 8 février 2019.

## Discographie

### Singles
- Waiting outside the lines (2010)
- Unfriend you (2011)
- Hold on 'til the night (2011)
- Take a look at me now (2012)
- Sunshine & city lights (2012)
- Thrilla in manila (2014)
- Meridians (2015)
- Afterlife (2015)
- Hit & run (2016)
- Back on the wall (2016)
- London (2016)
- Seasons (2017)
- Low (2017)
- Lighthouse (2018) (Avec Fabian mazur)
- Good as gold (2018)
- Twenty one (2018)
- Shut up (2019)
- Yours (2019)
- Boots (2019)
- Dancing next to me (2020)
- Honeysuckle (2020)
- Bad to myself (2020)
- Holy feeling (2021)
- Hellboy (2021)
- Nobody (2021)
- Overloved (2021)
- Palladium (2022)
- Athena (2022)
- Homerun hitter (2022)
- Herringbone (2023)
- Rearview mirror (2024)
- Haymaker (2024)
- Meet me outside (2024)

### Collaborations
- Oceans (2016) (Avec Tydi & Jack novak)
- Anything (2016) (Avec Frank pole)
- Earn it (2017) (Avec Fabian mazur)
- Walk away (2017) (Avec Sick invdividuals)

## Récompenses
- Teen Choice Awards Nomination Stars du Web 2010
- Hollywood Teen TV Award Vainqueur dans la catégorie "YouTube Artist" - 2010
- People's Choice Awards Nomination pour la meilleure vidéo - 2011
- Disques de platine en Indonésie et aux Philippines pour son album Hold on 'til the night